# Olympiastadion (Wrocław)
Het Olympiastadion is een multifunctioneel stadion in de Poolse stad Wrocław.
Het stadion werd gebouwd als de Schlesier Kampfbahn in de toen nog Duitse grootstad Breslau. In 1935 werd het stadion uitgebreid en kreeg het de naam Hermann–Göring–Stadion. Op 16 september 1937 werd in dit stadion de legendarische voetbalwedstrijd gespeeld tussen het Duitsland en Denemarken. Het Duitse elftal, dat de geschiedenis ingegaan is als de Breslau-Elf, verpletterde de Denen en scoorden 8 keer.
Nadat Breslau na de Tweede Wereldoorlog aan Polen toegewezen werd veranderen de Polen de naam in Olympiastadion. Het stadion zelf werd nooit gebruikt voor de Olympische Spelen, maar kreeg die naam omdat ontwerper Richard Konwiarz brons won op de Kunstwedstrijd bij de Olympische Spelen in 1932. Er speelde geen voetbalclub in het stadion, wel werd het gebruikt voor interlands en voor Europese wedstrijden van Śląsk Wrocław. Er waren voorstellen om het stadion compleet om te bouwen voor het EK 2012, echter is er toen uiteindelijk gekozen voor een compleet nieuw stadion.